# 승산비
승산비(영어: odds ratio, OR; 교차비, 오즈비)는 두 사건 A와 B 사이의 연관성의 강도를 정량화한 통계량이다. 승산비는 사건 A가 B가 있을 때 발생할 확률과 B가 없을 때 A가 발생할 확률비의 비율로 정의된다.

사례 대조 연구는 후향적(retrospective)이며, 따라서 회상 편향(recall bias)이 발생하기 쉽다. 특정 질병이 발병한 실험군과 발병하지 않은 대조군에 대해 과거에 발병한 질병을 연구한다. 전체 모집단에서의 질병 발병률을 직접 계산할 수 없고 승산비(OR)를 사용하여 노출과 질병 사이의 연관성에 대해 연구한다.
코호트 연구는 대부분 전향적 코호트 연구이며 대부분 상대위험도(RR)를 사용한다.(후향적 코호트 연구를 하거나, OR을 사용할 수도 있음.) 시간과 비용이 많이 들며, 희귀병 등 발생 빈도가 적은 사건의 연구에는 쓸 수 없다. 특정 환경에 노출된 실험군과 노출되지 않은 대조군에 대해 노출과 미래에 발병할 질병의 위험도에 대해 연구한다. 질병 발생률을 직접 측정할 수 있으므로 상대위험도를 사용하여 노출과 질병 간의 위험도를 비교한다.
발생 빈도가 적은 사건의 경우 OR과 RR이 거의 비슷해져서 RR 대신 OR을 사용할 수 있다. 그러나 발생률이 높아지면 OR의 수치는 RR에 비해 과장된다. 사례 대조 연구에서는 전체 모집단에서의 질병 발생률을 직접 측정할 수 없기 때문에, RR을 계산할 수 없다. 그래서 대신 OR을 사용한다.

## 같이 보기
- 확률비
- 코호트 연구
- 상대위험도
- 사례 대조 연구
- 표준 오차